# سیکلواکسیژناز
آنزیم سیکلواکسیژناز (COX) از مهم‌ترین آنزیمهای ساختاری در تولید میانجی‌های التهابی بدن یا پروستونوئیدها شامل پروستاگلاندین پروستاسیکلین و ترومبوکسان است. بازداری فارماکولوژیک در برابر کوکس می‌تواند سمپتوم و نشانه‌های آلرژیک (التهابی) و درد را از بین ببرد. عملکرد داروهای ضد التهاب غیر استروئیدی بازداری از این آنزیم است.

## کارکرد آنزیم
آنزیم فسفولیپاز فسفولیپیدهای غشای سلول (استریفیه) را به اسید آراشیدونیک (غیراستریفیه) تبدیل می‌کند. سپس آنزیم سیکلواکسیژناز باعث تبدیل اسید آراشیدونیک به پروستاگلاندین H۲ می‌شود که پیش‌ساز سایر پروستاگلاندین‌ها است. آنزیم لیپواکسیژناز موجب تبدیل اسید آرشیدونیک به لکوترینها می‌شود. پروستاگلاندین‌ها یکی از مهم‌ترین واسطه‌های شیمیایی درون بدن هستند که با تأثیر بر روی گیرنده‌های مختلف سلولی تأثیرات گوناگون فراوانی در بدن دارند.

Eicosanoid synthesis.

## انواع آنزیم و مهارکننده‌های سیکلواکسیژناز
آنزیم سیکلواکسیژناز در بسیاری از سلول‌های بدن مانند گلبول‌های سفید و سیستم ایمنی، سلول‌های معده، کلیه و مغز یافت می‌شود. دست‌کم دو ایزوفرم سیکلواکسیژناز وجود دارد: Cox-۱ و Cox-۲ (برشی از ککس۱ بنام COX-۳ نیز وجود دارد)
Cox-۱ عمدتاً در سلول‌های غیرالتهابی مانند سلول‌های معده یافت می‌شوند و تولید آن یک فرایند مداوم است، درحالی که Cox-۲ در سلول‌های التهابی و گلبولهای سفید یافت می‌شود و تولید آن ناشی از تحریک است. مهار Cox-۱ باعث اختلال در انعقاد خون می‌شود (به دلایل مختلف از جمله اختلال در تولید ترومبوکسان) . داروهای قدیمی این گروه مانند آسپرین، بروفن، دیکلوفناک، پیروکسیکام و ایندومتاسین هر دو ایزوفرم آنزیم سیکلواکسیژناز را مهار می‌کنند ( البته Cox-۲ را بیشتر مهار می‌کنند ) لذا هرچند کمی اختلال در انعقاد خون ایجاد می‌کنند ولی بیشتر اثرات ضدالتهابی و تب بر دارند. داروهای جدید این خانواده مانند سلکوکسیب و رافلوکسیب مهارکننده اختصاصی Cox-۲ هستند و بنابراین عوارض گوارشی کمتری دارند هرچند عوارض کلیوی آن‌ها مشابه مهارکننده‌های غیراختصاصی Cox-۲ بوده و عوارض قلبی عروقی آن‌ها حتی ممکن است بیشتر باشد.